# Dragoș Băjenaru
Dragoș Băjenaru (* 6. srpna 1980 v Rumunsku) je amatérský hráč go.

## Život
Hrát go začal v třinácti letech. Za pouhý rok se stal prvním danem. Poté, co dvakrát vyhrál Romanian Youth Championship byl pozván na studia do Japonska. Když se na evropském go kongresu v Itálii setkal s Kobajašim Čizou, dostal konečně šanci stát se v inseiem. V roce 1997 odcestoval do Japonska. Pouhý měsíc po přestěhování hrál pro go magazín s Išidou Jošiem.
Jako insei si vedl velmi dobře. Byl schopen studovat s nejlepšími japonskými hráči té doby, například s Čo Čikunem. Dragoș byl velmi poctěn, protože Čo Čikun byl v té době držitelem tří nejprestižnějších japonských titulů (Kisei, Meidžin a Honinbo). Jeho nejlepší výsledek za inseie bylo to, že byl téměř kvalifikován na Honsen, ve kterém jsou tři nejlepší hráči povýšeni na profesionály. Měl dvě výhry a tři prohry. Pouze jediná výhra ho dělila od Honsenu. Po letech strávených jako insei se vrátil zpět do Rumunska, aby dokončil školu. V roce 2005 promoval na univerzitě v Bukurešti z počítačových věd. V současné době pracuje na qubitových počítačích.

## Tituly
| Titul                           | Rok              |
| ------------------------------- | ---------------- |
| Fujitsu Cup (EU)                | 1999             |
| World Oza (EU)                  | 2002             |
| Romanian Cup (Go)               | 1999, 2003       |
| Balkan Championship             | 2002             |
| Catalin Cup                     | 2001             |
| Domenii-web Cup                 | 2002             |
| Brno Toyota Tour                | 2003             |
| Barcelona Tournament            | 2003             |
| Spanish Open (Go)               | 2003             |
| U-25 National Champion          | 2004             |
| National Champion               | 2007             |
| Romanian Youth Championship     | 1994, 1995, 1999 |
| European Lightning Championship | 1996             |

| Titul                  | Rok ztráty       |
| ---------------------- | ---------------- |
| Balkan Championship    | 2001             |
| Romanian Championship  | 2001, 2005, 2006 |
| European Oza           | 2002             |
| Compaq Cup             | 2002             |
| Catalin Cup            | 2002             |
| Ambassadors Cup        | 2003             |
| Gothenburg Toyota Tour | 2003             |
| Košice Toyota Tour     | 2003             |
| Toyota Tour            | 2003, 2004       |